# Epulaega lethrina
Epulaega lethrina is een pissebed uit de familie Aegidae. De wetenschappelijke naam van de soort is voor het eerst geldig gepubliceerd in 1983 door Bruce.